# Inaro
Inaro ou Inaros foi um líbio que liderou uma rebelião do Egito contra os Persas, teve o apoio de Atenas, mas acabou sendo derrotado pelos generais de Artaxerxes I.

## Revolta
Em 460 a.C., Inaro, um líbio, filho de Psamético, iniciou uma rebelião no Egito contra os persas, cujo rei era Artaxerxes I. Ele foi proclamado rei, e buscou o apoio de Atenas, que enviou 200 navios, seus e de seus aliados.
Artaxerxes reagiu, sem poupar recursos, e organizou um exército de 300.000 (segundo Diodoro Sículo) ou 400.000 (segundo Ctésias) soldados, e oitenta navios, liderados por Aquêmenes. Aquêmenes seria, segundo Ctésias, irmão de Artaxerxes, e, segundo Diodoro Sículo, tio-avô de Artaxerxes, por ser filho de Dario I e Atossa. Segundo James Ussher, Diodoro Sículo confundiu Aquêmenes, este general, com outro Aquêmenes, o irmão de Xerxes I, que foi nomeado sátrapa do Egito por Xerxes, após este ter (re-)conquistado o Egito.

## Invasão persa
Em 459 a.C., após haver refrescado suas tropas no Rio Nilo, Aquêmenes se preparou para a batalha. Os egípcios e os líbios esperaram a chegada dos atenienses, que entraram pelo Nilo e rapidamente o dominaram. Inaro e o almirante ateniense Caramites derrotaram os persas em batalha naval, na qual lutaram 40 (Ctésias) ou 200 (Diodoro) navios atenienses contra 50 persas.
Na batalha terrestre, pela vantagem numérica, os persas estavam vencendo, mas quando os atenienses forçaram um ataque, os persas debandaram, e foram massacrados. 100.000 persas foram mortos, inclusive Aquêmenes, pelas mãos do próprio Inaro, cujo corpo foi levado a Artaxerxes.
Os atenienses tomaram dois terços de Mênfis, e atacaram os persas e medos que se refugiram atrás da "muralha branca".

## Preparação da segunda invasão
Em 458 a.C., Artaxerxes enviou Megabizo a Esparta, para suborná-los para que eles entrassem em guerra contra Atenas, mas eles se recusaram. Megabizo, casado com Amitis, filha de Xerxes, foi nomeado o novo comandante da guerra.
Em 457 a.C., Artabazo e Megabizo, com uma tropa de 300.000 (Diodoro) ou 200.000 (Ctésias) homens, vieram da Cilícia, pela Fenícia, para invadir o Egito. Eles comandaram os cilícios, fenícios e cipiotas a fornecerem navios, conseguindo 300 navios, comandados por Orisco.
Eles passaram um ano treinando as forças, enquanto isto, os atenienses ainda cercavam os persas e medos atrás da "muralha branca".

## Segunda invasão persa
Em 456 a.C., os persas invadiram o Egito por mar e por terra. Megabizo feriu Inaro na coxa, e o almirante ateniense Charamites foi morto. O Egito, com exceção de Biblos, se rendeu a Megabizo. Os rebeldes egípcios e os atenienses foram cercados na ilha de Prosoptis, por dezoito meses.

## Fim da resistência
Em 454 a.C., o comandante dos persas desviou o curso do rio em torno da ilha de Prosoptis, inutilizando os navios atenienses. Os egípcios se renderam aos persas, e os atenienses, após queimar seus navios, foram atacados pelos persas. Por causa do valor dos atenienses, 6000 deles foram autorizados a retornar para casa com suas possessões.
Megabizo deixou Sartama como governador do Egito e retornou, com Inaro e alguns gregos como prisioneiros, para Artaxerxes. Ele havia dado sua palavra que eles não seriam feridos, e Artaxerxes, apesar de pesaroso pela perda do irmão, honrou este acordo, apesar de sua mãe, Amástris, querer se vingar de Inaro.

## Morte
Em 448 a.C., após aguentar por cinco anos reclamações de sua mãe, Artaxerxes acabou por entregar Inaro e os atenienses à vingança de Amástris. Inaro foi esquartejado ou crucificado, e 50 atenienses, todos que Amástris conseguiu capturar, foram decapitados. Tâmiras, filho de Inaro, foi feito governador do Egito.
Megabizo, inconformado pela morte de Inaro e dos gregos, retirou-se para a sua satrapia na Síria, com os gregos sobreviventes, e se revoltou contra Artaxerxes.